# Карл Лотаринзький
Карл Олександр, принц Лотаринзький і Барський (фр. Duc Charles-Alexandre de Lorraine et de Bar, le, нім. Prinz Karl Alexander von Lothringen und Bar) — австрійський фельдмаршал, великий магістр (1761—1780), губернатор і генерал-капітан(намісник) Нідерландів, головнокомандувач австрійського війська в початковий період Семирічної війни.

## Початок життя
Карл Лотаринзький народився 12 грудня 1712 року в сім'ї герцога Леопольда Лотаринзького і принцеси Єлизавети Орлеанської. Він молодший брат Франца Стефана Лотаринзького, чоловіка Марії Терезії, імператриці Австрійської.
В 4 роки він отримав піхотний полк для особистої охорони. Кавалер ордена Золотого Руна. Брав участь у війні проти турків 1737—1739. Отримав звання генерала-вахтмейсера.

## Сілезькі війни
На початку війни Карл не брав у часті в битві при Мольвіцем. Але біля міста Хотузиц він зазнав нищівної поразки. Після цього Марія Терезія вимушена була укласти Бреславльську мирну угоду, за умовами якої вони віддали верхню і нижню Сілезію. Австрійці, які не змогли змиритися з поразкою, назначають Карла керувати військом у Богемії. Незважаючи на мир у Бреславі (тепер Вроцлав), Карл захопив Прагу. 
У 1744 він одружився з ерцгерцогинею Марією Анною Австрійською (сестрою Марії Терезії).
В 1746 році був розбитий Моріцом Саксонським в битві при Рокурі.

## Участь в Семирічній війні та подальше життя
До початку Семирічної війни він проживав у Бельгії. Коли у 1756 році Пруссія напала на Саксонію, його призначили головнокомандувачем усіх Австрійських військ. Фрідріх II осадив Прагу, але битва при Коліні відбила Прагу. Під Бреслау він виграв битву, але справжньою катастрофою виявилась битва при Лейтені. Він втратив усю артилерію 300 гармат, 27 тисяч людей здались в полон, 20 тисяч загинуло. Втрати були феноменальними. Після цього Карл відмовився від керування військом.
Отримавши орден імператриці Марії Терезії він їде у Бельгію і стає магістром тевтонського ордену.
Помер у 1780 році.

## Родина
Дружина Марія Анна Австрійська (1718–1744), донька імператора священної імперії Карла VI
Діти:
- Марія Регіна Йоганна
- Лорейн (мертвонароджена)